# 大阿塞拜疆

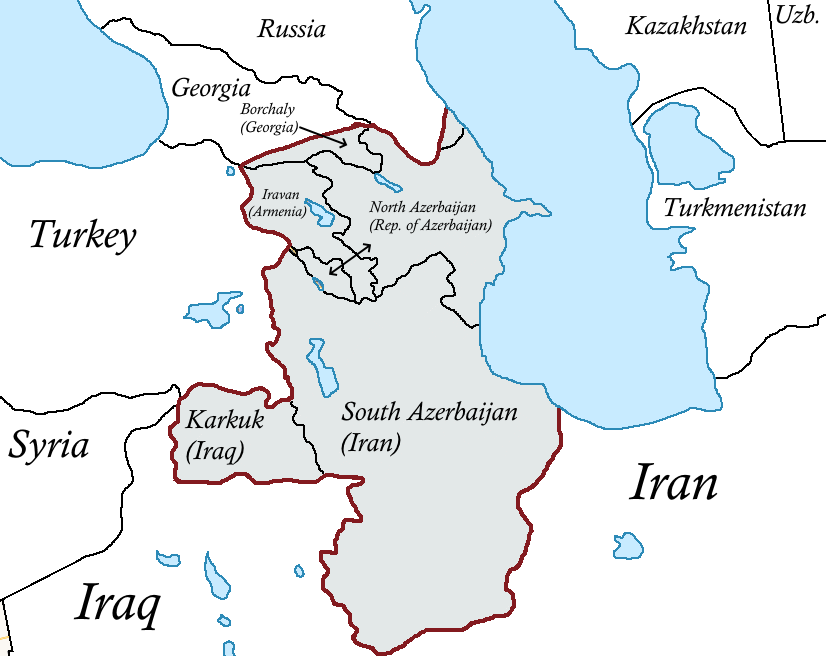
大阿塞拜疆地圖

阿塞拜疆语分布

大阿塞拜疆是阿塞拜疆人中的一種民族統一主義思想，旨在統一阿塞拜疆人居住的地區以及歷史上曾有阿塞拜疆控制過的地區。其範圍包括了亞美尼亞的全境、伊朗的阿塞拜疆地區、格魯吉亞的部份地區和俄羅斯達吉斯坦共和國的傑爾賓特。